# 大マクリアヌス
ティトゥス・フルウィウス・マクリアヌス (ラテン語: Titus Fulvius Macrianus 261年没)は、ローマ帝国の反乱指導者。息子と区別するため大マクリアヌスとも呼ばれる。

## 高官として
もとはウァレリアヌスの財務官の一人で、おそらくエクィテス階級の出身だった。ローマ皇帝群像は彼がウァレリアヌスの第一級の軍人だったと主張しているが、これは甚だしい誇張、もしくはまったくの虚構である可能性がある。
259/260年のウァレリアヌスの対サーサーン朝遠征にも帯同したが、途中で本軍を離れサモサタにとどまったために破滅的なエデッサの戦いに巻き込まれずに済んだ。このことからも、彼の軍人としての重要性には疑義が呈されている。

## 挙兵
ウァレリアヌスがシャープール1世に捕らえられたことで、その息子で共同皇帝だったガッリエヌスが単独皇帝となった。しかし彼は、西方での問題に忙殺されていた。マクリアヌスはこれを好機とみた。他のウァレリアヌスの軍人だったバッリスタの支援を受け、またウァレリアヌスの財務官として持っていた影響力を駆使して、自身の子である小マクリアヌスとクィエトゥスに皇帝を名乗らせることに成功した。ただマクリアヌス自身は脚に障害を持っていたため、皇帝を名乗ることができなかった。

## 遠征と死
クィエトゥスとバッリスタが東方に残って支配を固める一方、大小マクリアヌス父子は東方属州の軍団を率いてアジアからヨーロッパに進軍した。しかし261年、彼らはトラキアでアウレオルスに敗れ、共に戦死した。ヨハネス・ゾナラスによれば、マクリアヌス父子の軍団はアウレオルス軍に包囲され、パンノニア軍団を除き降伏してしまった。そこでマクリアヌスは、アウレオルスのもとに連行される前に、息子と共に自分を殺させたという。残るクィエトゥスも、後にパルミラの支配者オダエナトゥスに殺害された。